# Alexandr III. Skotský
Alexandr III. Skotský (4. září 1241 – 19. března 1286), král Skotska (Alby), byl jediným synem Alexandra II. a jeho druhé manželky Marie z Coucy. Jeho otec zemřel 6. července 1249 a Alexandr se tak stal králem ve věku osmi let.

## Skotský král
Doba jeho dospívání byla poznamenána soupeřením dvou skupin o vliv v zemi. V prvním období byl nejvlivnějším šlechticem Walter Comyn, hrabě z Mentetithu, později se moci ujal Alan Durward. Na svatbě Alexandra s Markétou Anglickou roku 1251 využil anglický král Jindřich III. příležitosti setkání se svým protějškem, aby požadoval po svém zeti slib poslušnosti, což Alexandr odmítl.
Po dosažení dospělosti roku 1256 Alexandr vyhlásil záměr dokončit ovládnutí Vnějších Hebrid, které bylo přerušeno smrtí jeho otce před třinácti lety. Vznesl formální požadavek na tyto ostrovy u norského krále Haakona IV. Ten ale jeho nárok odmítl a odpověděl invazí. Obeplul západní pobřeží Skotska, obsadil ostrov Arran a zahájil mírová jednání. Alexandr prodlužoval jednání a čekal na podzimní bouře. Haakon nespokojený s prodlužováním jednání začal být netrpělivý, zaútočil, ale jeho lodě byly poškozeny bouřemi a bitva u Largs v říjnu 1263 skončila nerozhodně.
Haakon se vydal na cestu domů, ale v prosinci na cestě do vlasti zemřel na Orknejích. Jeho nástupce Magnus VI. souhlasil s mírovou dohodou, na základě které Skotsku připadl Ostrov Man a Vnější Hebridy za finanční odstupné. Norsko si tak zachovalo vliv pouze nad Orknejemi a Shetlandami. Roku 1284 ustanovil Alexandr III. hlavu rodu (klanu) Macdonaldů Anguse Macdonalda (zvaného též Aonghas Mór) pánem Ostrova Man a Vnějších Hebrid. Vůdcové klanu Macdonaldů po další dvě staletí vystupovali jako téměř nezávislí vládci a velmi často se stavěli proti skotskému králi.

## Potomci a smrt
Se svou první ženou Markétou měl tři potomky – dceru Markétu (zemřela roku 1283) a syny Alexandra (zemřel roku 1284) a Davida (zemřel roku 1281). Smrt jeho tří dětí ho přiměla k tomu, aby roku 1284 svolal jednání stavů a určil svou nástupkyní vnučku Markétu, dceru jeho dcery Markéty, která byla provdaná za norského krále Erika. Potřeba mužského potomka ho přiměla v listopadu 1285 k svatbě s Jolandou z Dreux.
Alexandr zemřel po pádu z koně, když se večer vracel z jednání královských rádců ke své manželce v Kinghornu. Byl pohřben v Dunfermlinském opatství.
Po jeho smrti se mělo nástupcem stát nenarozené dítě jeho druhé manželky. To ale přišlo na svět v listopadu 1286 mrtvé. Jeho vnučka Markéta zemřela roku 1290 na cestě do Skotska. Korunovace Johna Balliola 30. listopadu 1292 ukončila šestileté bezvládí, v jehož době Skotsko spravovala rada poručníků (Guardians of Scotland).